# Bartosz Bednorz
Bartosz Bednorz est un joueur polonais de volley-ball né le 25 juillet 1994 à Zabrze (Voïvodie de Silésie). Il joue réceptionneur-attaquant. Au cours de la saison 2020-2021, il joue dans la Superliga, dans l'équipe Zenit Kazan.

## Palmarès

### Clubs
Championnat de Pologne:
- 2018
- 2017

Supercoupe de Pologne:
- 2017

Supercoupe d'Italie:
- 2018

Supercoupe de Russie:
- 2020

### Équipe nationale
Ligue Européenne:
- 2015

Ligue des Nations:
- 2019

### Distinctions individuelles
- 2017: MVP du Supercoupe de Pologne
- 2019: Meilleur réceptionneur-attaquant Final Six Ligue des Nations